# Edvin Anger
Edvin Anger (* 8. April 2002) ist ein schwedischer Skilangläufer.

## Werdegang
Anger, der für den Åsarna IK startet, nahm bis 2022 vorwiegend an Juniorenrennen teil. Dabei holte er bei den Olympischen Jugend-Winterspielen 2020 in Lausanne die Silbermedaille im Cross und die Goldmedaille im Sprint. Zudem wurde er dort Siebter über 10 km klassisch. Bei den Junioren-Skiweltmeisterschaften 2020 in Oberwiesenthal errang er den 12. Platz mit der Staffel und den neunten Platz im Sprint. Außerdem wurde er im März 2020 schwedischer Juniorenmeister im 15-km-Massenstartrennen. Im folgenden Jahr belegte er bei den Junioren-Skiweltmeisterschaften in Vuokatti den 22. Platz im 30-km-Massenstartrennen, den 13. Rang über 10 km Freistil und jeweils den siebten Platz mit der Staffel sowie im Sprint. In der Saison 2021/22 startete er in Falun erstmals im Scandinavian-Cup, wobei er den sechsten Platz im Sprint belegte und siegte bei den schwedischen Juniorenmeisterschaften im Sprint, im 20-km-Massenstartrennen sowie über 10 km Freistil. Seine besten Platzierungen bei den Junioren-Skiweltmeisterschaften 2022 in Lygna waren der sechste Platz im Sprint und der fünfte Rang mit der Staffel. Nach dem Plätzen vier und drei bei FIS-Rennen in Bruksvallarna zu Beginn der Saison 2022/23, startete er in Ruka erstmals im Weltcup. Dort holte er mit dem 12. Platz im Sprint seine ersten Weltcuppunkte.

## Siege bei Weltcuprennen

### Weltcupsiege im Einzel
| Nr. | Datum           | Ort         | Disziplin               |
| --- | --------------- | ----------- | ----------------------- |
| 1.  | 18. Januar 2025 | Les Rousses | 1,3 km Sprint klassisch |

### Weltcupsiege im Team
| Nr. | Datum           | Ort     | Disziplin                |
| --- | --------------- | ------- | ------------------------ |
| 1.  | 19. März 2023   | Falun   | 4 × 5 km Mixed-Staffel 1 |
| 2.  | 24. Januar 2025 | Engadin | 4 × 5 km Mixed-Staffel 2 |

## Platzierungen im Weltcup

### Weltcup-Statistik
Die Tabelle zeigt die erreichten Platzierungen im Einzelnen.
- 1.–3. Platz: Anzahl der Podiumsplatzierungen
- Top 10: Anzahl der Platzierungen unter den ersten zehn
- Punkteränge: Anzahl der Platzierungen innerhalb der Punkteränge
- Starts: Anzahl gelaufener Rennen in der jeweiligen Disziplin
- Hinweis: Bei den Distanzrennen erfolgt die Einordnung gemäß FIS.

| Platzierung               | Distanzrennen a | Distanzrennen a | Distanzrennen a | Distanzrennen a | Distanzrennen a | Skiathlon Verfolgung | Sprint | Etappen- rennen b | Gesamt | Team c | Team c  |
| Platzierung               | ≤ 5 km          | ≤ 10 km         | ≤ 15 km         | ≤ 30 km         | > 30 km         | Skiathlon Verfolgung | Sprint | Etappen- rennen b | Gesamt | Sprint | Staffel |
| ------------------------- | --------------- | --------------- | --------------- | --------------- | --------------- | -------------------- | ------ | ----------------- | ------ | ------ | ------- |
| 1. Platz                  |                 |                 |                 |                 |                 |                      | 1      |                   | 1      |        | 2       |
| 2. Platz                  |                 |                 |                 |                 |                 | 1                    | 2      |                   | 3      |        | 3       |
| 3. Platz                  |                 |                 |                 |                 |                 |                      | 1      |                   | 1      | 1      |         |
| Top 10                    |                 | 3               | 1               | 1               |                 | 1                    | 19     | 1                 | 26     | 3      | 6       |
| Punkteränge               |                 | 14              | 2               | 10              | 1               | 5                    | 33     | 2                 | 67     | 4      | 6       |
| Starts                    |                 | 18              | 3               | 11              | 1               | 6                    | 34     | 2                 | 75     | 4      | 6       |
| Stand: Saisonende 2024/25 |                 |                 |                 |                 |                 |                      |        |                   |        |        |         |

### Weltcup-Gesamtplatzierungen
| Saison  | Gesamt | Gesamt | Distanz | Distanz | Sprint | Sprint |
| Saison  | Punkte | Platz  | Punkte  | Platz   | Punkte | Platz  |
| ------- | ------ | ------ | ------- | ------- | ------ | ------ |
| 2022/23 | 905    | 15.    | 57      | 126.    | 779    | 5.     |
| 2023/24 | 942    | 17.    | 231     | 43.     | 675    | 8.     |
| 2024/25 | 1731   | 2.     | 749     | 13.     | 784    | 3.     |